# Bjarni Herjólfsson
Bjarni Herjólfsson – normański odkrywca, który jako pierwszy Europejczyk zobaczył Amerykę Północną.

## Życiorys
Bjarni urodził się w X wieku na Islandii jako syn Herjólfa Bardarsona i Thorgerdr. Gdy dorósł, przeniósł się do Norwegii i został kupcem. Co drugą zimę przypływał jednak na Islandię, by spędzić czas z ojcem.
W 990 roku jego żona, Garnissa, urodziła ich jedyne dziecko, Anssonno. Jednakże w wieku trzynastu lat zostało ono zabite przez nieznanego sprawcę. Garnissa z kolei została porwana i ślad po niej zaginął. Wówczas zrozpaczony Bjarni miał przekazać swój statek Leifowi Erikssonowi i popełnić samobójstwo.

## Odkrycie Ameryki
Saga o Grenlandczykach wspomina, że kiedy pewnego dnia Herjólfsson przybył na Islandię, dowiedział się, iż jego ojciec wyemigrował na Grenlandię. Latem 986 roku postanowił do niego dołączyć, ale ponieważ nie miał mapy ani kompasu, po trzech dniach żeglugi jego łódź z powodu wiatru i mgły zboczyła z kursu. Po kilku dniach pogoda poprawiła się, a Bjarni dotarł do lesistego lądu. Domyślając się, że nie jest to Grenlandia, postanowił nie schodzić na brzeg, tylko płynąć dalej. Po drodze odkrył kolejne nieznane lądy, ale żaden z nich nie pasował do opisów, które słyszał o Grenlandii. Pomimo ciekawości załogi i tym razem nie zezwolił zejść na brzeg. Ostatecznie udało mu się dopłynąć do Grenlandii, gdzie zamieszkał z ojcem. Później opowiedział o swoich odkryciach, ale nie wzbudziły one w tamtym czasie większego zainteresowania, choć dotarły one nawet na dwór króla Eryka, który z jednej strony go docenił, a z drugiej skarcił za niezbadanie nowych terenów. Po śmierci ojca powrócił do Norwegii. Wiadomo również, że w wieku 23 lat odbył drugą podróż do Nowego Świata, ale brak jest jakichkolwiek zapisków o tej wyprawie. 
Dziesięć lat później Leif Eriksson zainteresował się jego opowieściami i wyruszył na poszukiwanie tajemniczego lądu. Rezultatem było założenie normańskiej kolonii w L’Anse aux Meadows na Nowej Fundlandii, pierwszej europejskiej osady w Ameryce.
Opis podróży Herjolfssona znajdujący się w Sadze o Grenlandczykach jest unikatowy, ponieważ Bjarni w ogóle nie jest wspomniany w Sadze o Eryku Rudym, która te odkrycia przypisuje Leifowi Erikssonowi.

## Odbiór
Bjarni Herjólfsson (alias Barney Hendrickson) jest głównym bohaterem powieści fantastycznonaukowej pod tytułem Filmowy wehikuł czasu autorstwa Harry’ego Harrisona. Książka ukazała się w 1967 i opowiada historię hollywoodzkiej ekipy filmowej, przeniesionej w czasy Normanów, którym „pomagają” odkryć Amerykę. Bjarni Herjólfsson jest głównym bohaterem gier z cyklu Cultures wydanych przez studio Funatics Development.